# Estación de Peñota (Metro de Bilbao)
Peñota es una estación subterránea del Metro de Bilbao, situada en las inmediaciones del barrio homónimo, si bien el barrio corresponde al municipio de Santurce y los accesos a la estación se sitúan dentro del término municipal de Portugalete. La estación fue inaugurada junto a la estación de Santurtzi el 4 de julio del 2009.
Su tarifa corresponde a la de la zona 2.
Consta de dos accesos y dos ascensores más grandes que los habituales debido a que da lugar a una zona fluida del municipio. Todas las salidas se encuentran en Portugalete. El acceso principal a la estación está situado cerca del Hospital San Juan de Dios de Santurce, dentro de una galería, por lo que esta es la primera estación de la Línea 2 que está en una galería de este tipo. La estación de Indautxu, en el tramo común de las líneas 1 y 2, también se encuentra dentro de una galería de este tipo. El otro acceso está situado en la avenida del Libertador Simón Bolívar, tratándose este de un acceso simple sin fosterito.

## Accesos
- Avenida del Libertador Simón Bolívar (salida Simón Bolívar)
- Avenida Peñota (galería; salida San Juan de Dios)
- Calle San Juan Bautista (salida San Juan Bautista)

### Accesos nocturnos
- Avenida Peñota (galería; salida San Juan de Dios)
- Calle San Juan Bautista (salida San Juan Bautista)